# Arne Säwén
Per Arne Knutsson Säwén, född 19 oktober 1914 i Sköns socken, Västernorrlands län, död 23 mars 1992 i Stockholm, var en svensk tecknare.
Han var son till postmästaren Knut Ludvig Säwén och Signe Cornelia Bodén och från 1949 gift med textilläraren Jeanne Margareta Berlin. Säwén studerade vid Tekniska aftonskolan 1936–1938, Stockholms reklamskola 1941 och Skolan för bok- och reklamkonst 1945–1946. han var efter sin utbildning verksam som tecknare och illustratör och medverkade i bland annat tidskrifterna Industria, Industritjänstemannen, Söndagsnisse-Strix, Shellvärlden, Svensk omnibustidning Traktören och liknande publikationer.